# Decembrie (film din 2008)
Decembrie (în portugheză Feliz Natal) este un film de dramă brazilian din 2008, regizat de Selton Mello.

## Rezumat
Caio călătorește în orașul său natal pentru a-și vizita familia în ajunul Crăciunului. La reuniune, el trebuie să se confrunte cu amintiri din trecut.
Încă de la început, filmul expune o funcționare structurală: este un exemplu de "spectacol de cinema".

## Distribuție
- Leonardo Medeiros - Caio
- Darlene Glória - Mérci
- Graziella Moretto - Fabiana
- Paulo Guarnieri - Theo
- Lúcio Mauro - Miguel
- Fabricio Reis - Bruno
- Thelmo Fernandes - Neto
- Cláudio Mendes	- Thales
- Daniel Torres - Vitor
- Rose Abdallah - Célia
- Lucas Guarnieri - Thiago
- Liz Maggini Seraphin - Bia
- Hossein Minussi - Alex
- Emiliano Queiroz - Zé do Caixão
- Nathalia Dill - Marília